# توماس وینفورد ریس
توماس وینفورد ریس (انگلیسی: Thomas Wynford Rees; ۱۲ ژانویهٔ ۱۸۹۸ – ۱۵ اکتبر ۱۹۵۹) فرد نظامی اهل بریتانیا بود. وی همچنین برندهٔ جوایزی همچون صلیب نظامی شده‌است.